# Націліані

Націліані («той хто володіє долею»; (груз. ნაწილიანი)), згідно з міфологічним уявленням грузин, людина або тварина, наділені священними знаками (частками) божеств.
Божество неба або сонця обдаровує обранця хрестом або зображенням сонця, божество місяця — знаком місяця тощо
Націліані повинні приховувати свої «частки», розташовані у них під лопатками у вигляді знака або свічки, що світиться.
Уявлення про Націліані виникли, ймовірно, ще в глибоку давнину, про що свідчать археологічні пам'ятники періоду бронзи і раннього заліза: у міфологічних сценах, зображених на бронзових поясах, фігурують люди з астральними знаками на плечах і стегнах.
Шанування Націліані знаходило відображення в ритуалах залучення дітей до астральних божеств. З уявленнями про Націліані, ймовірно, пов'язана традиція зображення астральних символів на одязі і обладунках царів і представників знаті (мабуть в знак прилучення їх до Націліані).